# Josep Ángel Saiz Meneses

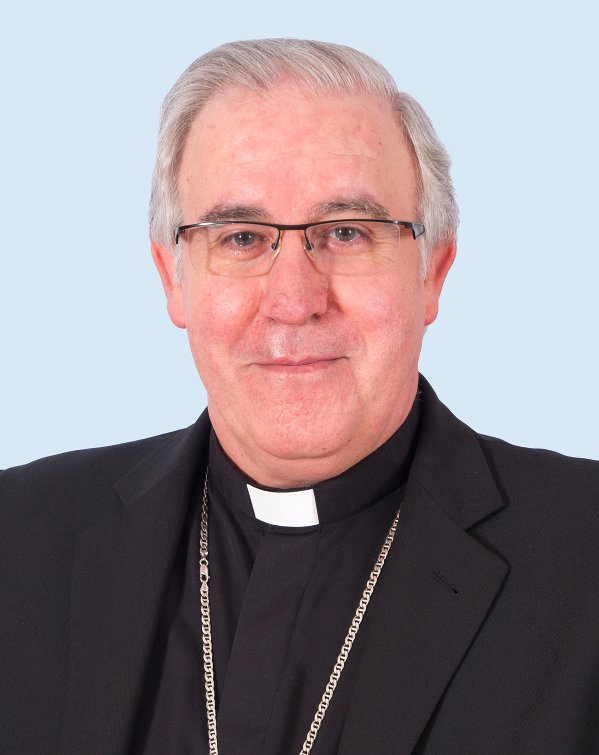
Bischof Josep Ángel Saiz (2016).

Wappen von Josep Ángel Saiz Meneses als Erzbischof

Josep Ángel Saiz Meneses (* 2. August 1956 in Sisante, Provinz Cuenca) ist ein spanischer Geistlicher und römisch-katholischer Erzbischof von Sevilla.

## Leben
Der Erzbischof von Toledo, Marcelo Kardinal González Martín, spendetete ihm am 15. Juli 1984 die Priesterweihe. 1989 wurde er in den Klerus des Erzbistums Barcelona inkardiniert. Im gleichen Jahr erwarb er an der Theologischen Fakultät von Katalonien das Lizenziat in Theologie.
Neben verschiedenen Aufgaben in der Pfarrseelsorge wurde er 1992 mit der Hochschulseelsorge an der Autonomen Universität Barcelona am Campus Bellaterra beauftragt. Von 1994 bis 1996 war er geistlicher Assistent der Cursillo-Bewegung und von 2000 bis 2001 Generalsekretär und Kanzler der Diözesankurie von Barcelona.
Papst Johannes Paul II. ernannte ihn am 30. Oktober 2001 zum Weihbischof in Barcelona und Titularbischof von Selemselae. Der Erzbischof von Barcelona, Ricardo María Kardinal Carles Gordó, spendete ihm am 15. Dezember desselben Jahres die Bischofsweihe; Mitkonsekratoren waren Erzbischof Manuel Monteiro de Castro, Apostolischer Nuntius in Spanien, und Antonio Cañizares Llovera, Erzbischof von Toledo.
Am 15. Juni 2004 wurde er zum ersten Bischof des mit gleichem Datum errichteten Bistums Terrassa ernannt und am 25. Juli desselben Jahres in das Amt eingeführt.
Papst Franziskus ernannte ihn am 17. April 2021 zum Erzbischof von Sevilla. Die Amtseinführung fand am 12. Juni desselben Jahres statt.
In der Spanischen Bischofskonferenz gehörte er von 2002 bis 2017 der Kommission für das Laienapostolat, von 2002 bis 2005 der Kommission für Schule und Katechese und von 2005 bis 2008 der Kommission für das geweihte Leben an. Von 2008 bis 2014 leitete er die Kommission für die Seminare und Universitäten, von 2017 bis 2020 gehörte er der Seelsorgekommission an. Seit März 2020 ist er Mitglied des Exekutivkomitees und der ständigen Kommission.
Am 30. April 2022 ernannte ihn Franziskus zum Mitglied der Kongregation für die Selig- und Heiligsprechungsprozesse und am 25. November 2023 zudem zum Mitglied des Dikasteriums für Laien, Familie und Leben.